# Người Arawak

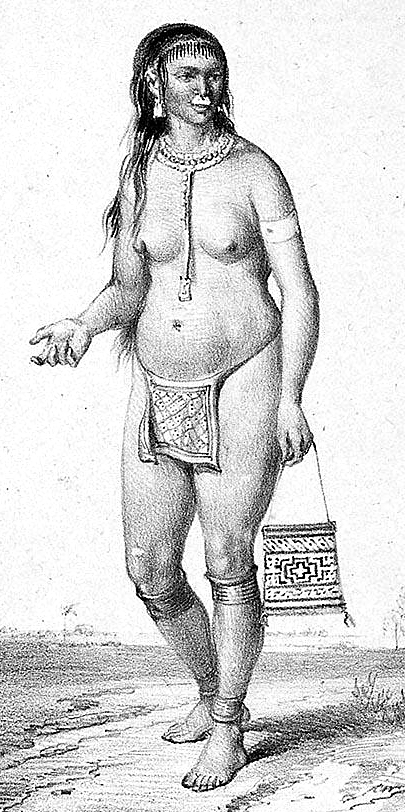
Ký họa về một phụ nữ dân tộc Arawak ngực trần đóng khố

Người Arawak là một nhóm các bộ tộc bản địa người da đỏ sinh sống ở Nam Mỹ và Caribê, thuật ngữ "Arawak" đã được áp dụng vào nhiều thời điểm khác nhau đối với người Lokono ở Nam Mỹ và Taíno, người có lịch sử sống ở Đại Antilles và phía bắc tiểu Antilles ở Caribbe, tất cả các nhóm nói ngôn ngữ Arawakan liên quan. những người nói ngôn ngữ Arawakan có thể đã xuất hiện trong thung lũng sông Orinoco. Sau đó, lan truyền rộng rãi, trở thành ngôn ngữ rộng lớn nhất ở Nam Mỹ vào thời điểm tiếp xúc với người châu Âu, nhóm tự nhận là Arawak, còn được gọi là thổ dân Lokono đã định cư các khu vực ven biển của ngày nay là Guyana, Suriname, Grenada, Jamaica và một phần của các đảo Trinidad và Tobago.

## Lịch sử
Người Arawak sống trong các cộng đồng làng, làm nông nghiệp, trồng ngô, khoai, sắn. Họ đã biết se sợi và dệt vải, nhưng họ không có ngựa hay gia súc kéo. Họ không có sắt thép, nhưng trên tai họ đeo những món đồ trang sức nhỏ bằng vàng. Thổ dân Arawak trên Quần đảo Bahamas cũng giống như thổ dân da đỏ trên đất liền, những người rất dễ nhận biết vì lòng hiếu khách và niềm tin vào sự sẻ chia. Khi đang tiến vào đất liền, đoàn của Cristoforo Colombo được những thổ dân da đỏ Arawak bơi ra chào đón. Khi nhóm người da trắng mang theo kiếm bước lên bờ, cất lên thứ ngôn ngữ lạ lùng, thổ dân Arawak tiến tới chào đón họ, mang đến thức ăn, nước uống và những món quà, cả đàn ông và đàn bà đều ở trần, da ngăm ngăm, vẻ mặt đầy kinh ngạc, ló ra từ những ngôi làng trên bãi biển, bơi lại gần để nhìn rõ hơn con tàu lạ.
Sau này Columbus viết trong nhật ký hành trình của mình: "Họ mang đến cho chúng tôi những con vẹt, cuộn sợi bông, xiên cá và nhiều thứ khác nữa để đổi lấy chuỗi hạt thủy tinh hay cái chuông. Họ sẵn sàng trao đổi tất cả những gì mình có… Họ sở hữu vóc dáng khỏe mạnh, cơ thể cường tráng và gương mặt ưa nhìn… Họ không mang vũ khí và cũng không có khái niệm về vũ khí vì khi tôi đưa cho họ một thanh kiếm, họ cầm đằng lưỡi và bị cắt vào tay vì thiếu hiểu biết. Họ không có sắt thép. Họ làm những cái xiên cá bằng thân lau sậy… Họ có thể trở thành nô lệ trung thành… Chỉ với 50 người, chúng tôi đã có thể khuất phục được họ và buộc họ làm bất cứ điều gì chúng tôi muốn". Columbus bắt một số người trong bọn họ lên tàu làm tù nhân, bởi ông tin chắc rằng họ sẽ chỉ lối cho ông tới các mỏ vàng.
Năm 1495, người Tây Ban Nha tiếp tục các chiến dịch lớn tìm kiếm nô lệ và bắt giữ khoảng 1.500 thổ dân Arawak, cả đàn ông, phụ nữ và trẻ em, nhốt trong những trại được lính Tây Ban Nha và chó canh phòng nghiêm ngặt. Sau đó, họ chọn ra 500 nô lệ tốt nhất đưa lên tàu. Trong số 500 người đó, 200 người đã chết trên đường đi. Số sống sót còn lại về tới Tây Ban Nha và được viên phó chủ giáo thành phố đem bán, những nô lệ "vẫn trần truồng như lúc mới sinh ra" và dường như "chẳng cảm thấy xấu hổ như loài vật". Columbus sau này viết: "Nhân danh Đức Chúa trời, hãy để chúng tôi tiếp tục bán những nô lệ có thể bán được" Nhưng có quá nhiều nô lệ chết trong các trại giam. Columbus lo ngại phải trả lại tiền thưởng cho những nhà đầu tư, vậy nên ông buộc phải thực hiện lời hứa đưa những con tàu chất đầy vàng trở về bằng mọi giá.
Ở khu vực Cicao thuộc đảo Haiti, nơi Columbus và người của ông tưởng tượng ra những mỏ vàng khổng lồ, họ ra lệnh cho tất cả những ai từ 14 tuổi trở lên cứ ba tháng một lần phải nộp đủ một lượng vàng. Khi đem vàng đến nộp, những người này được đeo một xu bằng đồng vào cổ. Thổ dân nào bị phát hiện không có xu đồng sẽ bị chặt tay cho đến chết. Những thổ dân này đã phải thực hiện một nhiệm vụ bất khả thi. Thứ vàng duy nhất có được ở đây chỉ là số bụi vàng ít ỏi gom góp từ các dòng suối. Họ phải bỏ trốn, bị chó săn đuổi và bị giết chết. Người Arawak cố gắng tập hợp thành một đội quân chiến đấu chống lại người Tây Ban Nha những kẻ thù có áo giáp, súng hỏa mai, kiếm và ngựa chiến, nên khi người Tây Ban Nha bắt được tù nhân, họ thường đem treo cổ hoặc thiêu sống.
Những vụ tự sát tập thể của người Arawak đã xảy ra, chủ yếu bằng nhựa độc từ cây sắn. Trẻ sơ sinh cũng bị giết nhằm tránh bị người Tây Ban Nha giết. Trong vòng hai năm, các vụ giết người, tự sát đã khiến số lượng khoảng 250 nghìn thổ dân da đỏ trên đảo Haiti giảm xuống chỉ còn một nửa. Khi đã chắc chắn không còn vàng trên đảo, thổ dân da đỏ bị bắt làm nô lệ lao động trong các đồn điền lớn được lập dựa theo chế độ ủy trị kiểu Tây Ban Nha sau này được đặt tên là Encomiendas. Phải làm việc với cường độ chóng mặt, hàng nghìn nô lệ đã chết. Đến năm 1515, chỉ còn khoảng 50 nghìn thổ dân sống sót, đến năm 1550 thì còn 500 người và báo cáo năm 1560 cho thấy không còn thổ dân Arawak bản địa hay con cháu nào của họ còn sống trên đảo.